# Léon Nikolaïevitch Benois
 (août 2024).
Si vous disposez d'ouvrages ou d'articles de référence ou si vous connaissez des sites web de qualité traitant du thème abordé ici, merci de compléter l'article en donnant les références utiles à sa vérifiabilité et en les liant à la section « Notes et références ».
Léon Nikolaïevitch Benois ou Léon Benois ou Léonti Benois (en russe : Леонтий Николаевич Бенуа) (né à Saint-Pétersbourg le 11 août 1856 et mort le 8 février 1928 à Leningrad) est un architecte russe d'origine française.

## Famille
Il est le fils de Nicolas Benois, le frère d’Alexandre Benois.Il épouse Maria Alexandrovna Sapojnikova fille de Alexandre Alexandrovitch Sapozhnikov (1824-1881), marchand millionnaire d'Astrakhan et de Nina Alexandrovna Sapozhnikova, née Kozachenko (1838 - 1898). 
Il est le grand-père de Sir Peter Ustinov.

## Biographie

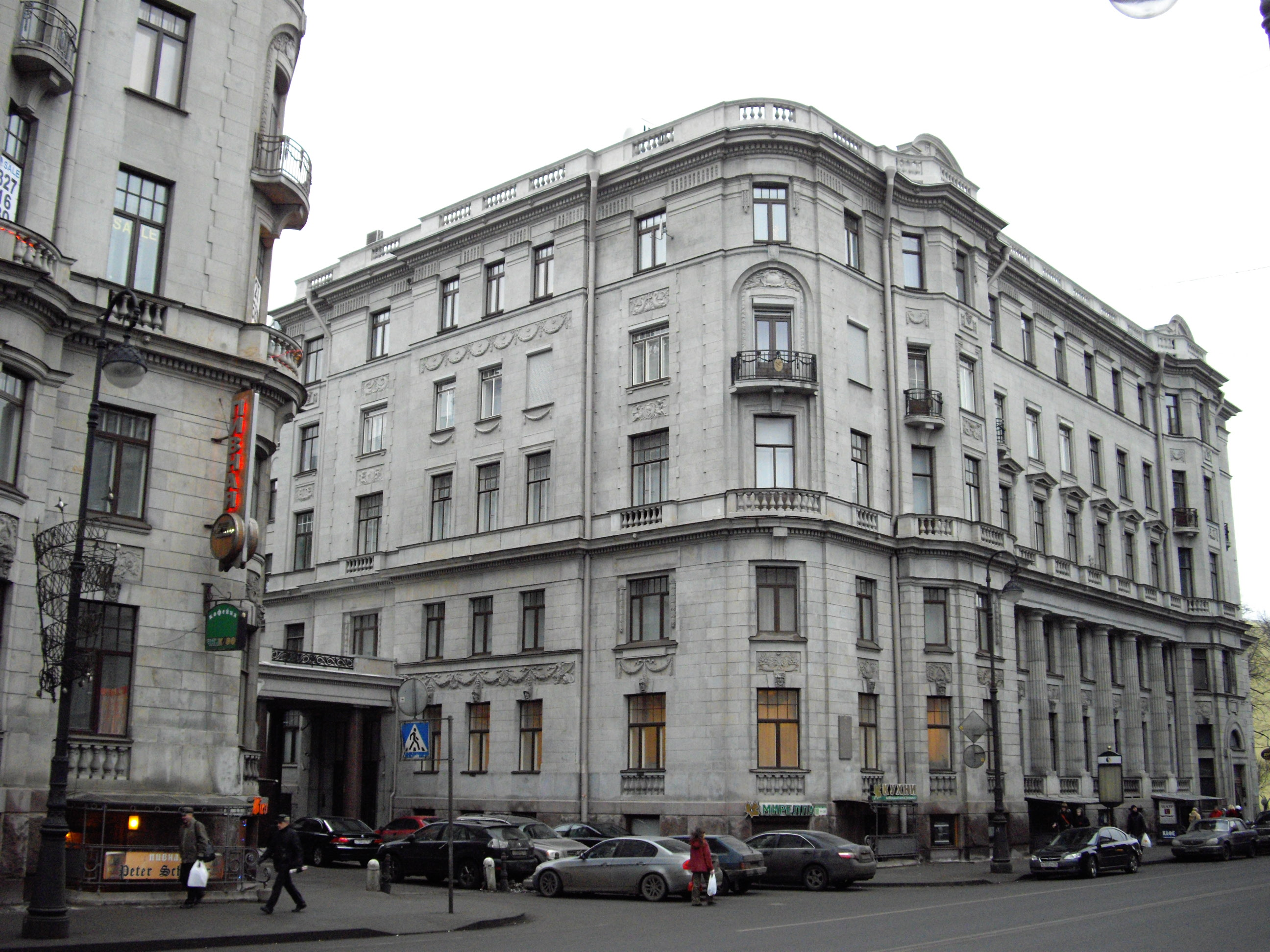
La, architectes Léon Benois, Albert Benois, et Jules Benois, 1912

Léon Benois commence ses études en 1875 à la Société pour l’encouragement des beaux-arts de Saint-Pétersbourg.
En 1879, il reçoit son diplôme d'architecte de l'Académie des beaux-arts de Saint-Pétersbourg.
De 1903 à 1906, Léon Benois est professeur à l'Académie impériale des beaux-arts. De 1911 à 1917, il est doyen de l’Académie impériale des beaux-arts. Il a eu pour élèves Fredrik Lidvall, Vladimir Georgievitch Gelfreich, Vladimiras Dubeneckis (en), Marian Lalewicz (en), Vladimir Pokrovski, Lev Roudnev, Ivan Fomine, Ernests Štālbergs, Vladimir Chtchouko, Alexeï Chtchoussev, William Walcot.
Il a publié dans la revue d’architecture Zodchii.
Il a donné son nom au tableau de Léonard de Vinci la Madone Benois ou Madonna col Bambino, qu’il a hérité de son beau-père ; ce tableau est exposé à l’Ermitage depuis 1914, date de sa vente par Léon Benois à ce musée.
Il est enterré au cimetière de Novodiévitchi de Saint-Pétersbourg. Ses restes sont transférés dans la passerelle des écrivains du cimetière Volkovo à la fin des années 1950.

## Œuvres

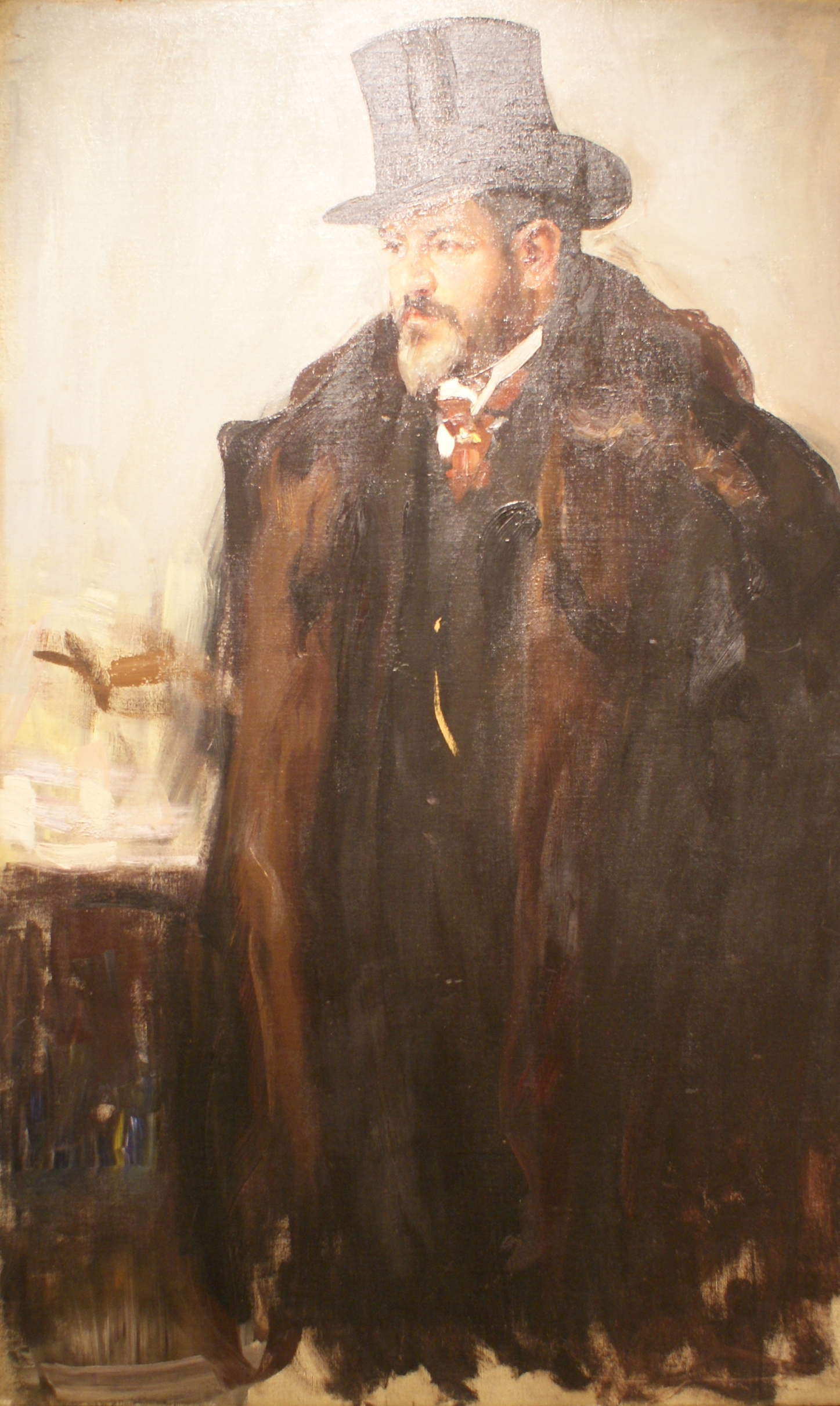
Léon Benois par Alexandre Mourachko.

Léon Benois est un adepte de l'éclectisme.
Ses premiers ouvrages sont de style Renaissance Russe, comme la chapelle russe de Darmstadt ou la Cathédrale Saint-Alexandre-Nevsky.
Son église catholique de Notre-Dame-de-Lourdes réinterprète l'architecture romane avec un style presque moderne.
Au milieu du XXe siècle, il adopte un style néo-classique avec par exemple la maison des Benois à Saint-Pétersbourg (ru).
Il est l'un des promoteurs de la rénovation de Saint-Pétersbourg.
Il a participé à de très nombreux travaux de rénovation et d'architecture intérieure de bâtiments de Saint-Pétersbourg (Foyer du théâtre de l'Ermitage, salle de réunion du palais Marie, façade de l'église finnoise de Saint-Pétersbourg, etc.).
Il a aussi supervisé la construction du mausolée des grands-ducs de Russie dans la forteresse Pierre-et-Paul.
Comptent parmi ses travaux, à Saint-Pétersbourg, la construction de l’église catholique de Notre-Dame-de-Lourdes et en collaboration avec Fredrik Lidvall de la banque du Commerce extérieur de Russie (1915), rue Bolchaïa Morskaïa.
Il a aussi construit la chapelle russe de Darmstadt, la chapelle russe de Bad Homburg.

## Galerie

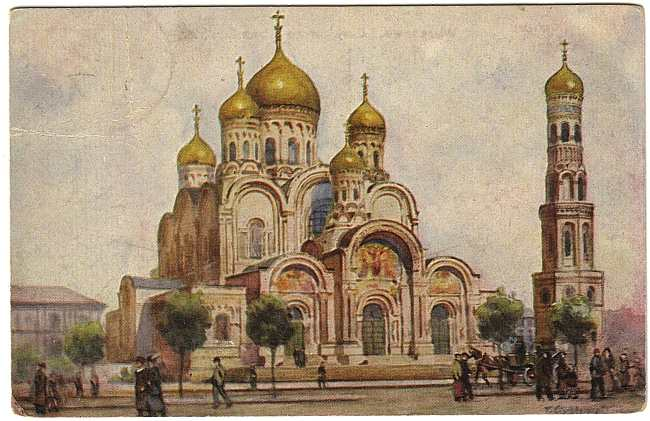
Vue de la Cathédrale Saint-Alexandre-Nevsky, aujourd'hui détruite.
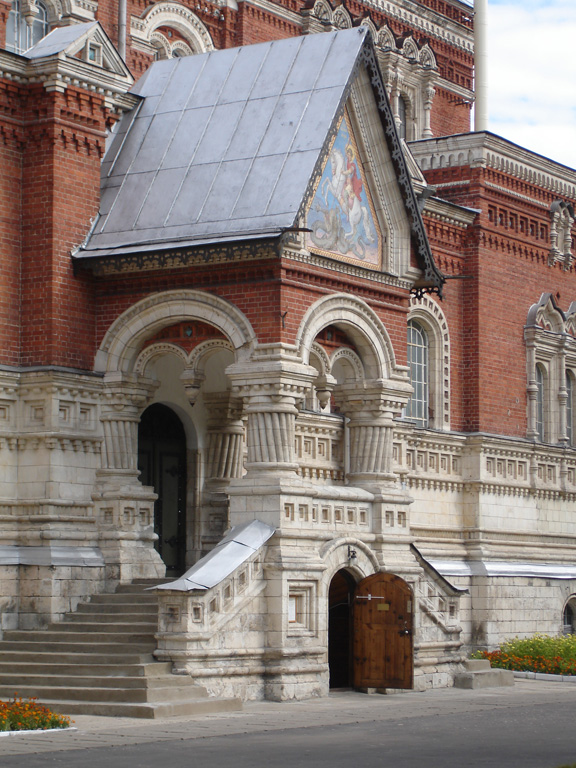
Entrée de la cathédrale Saint-Georges à Gous-Khroustalny
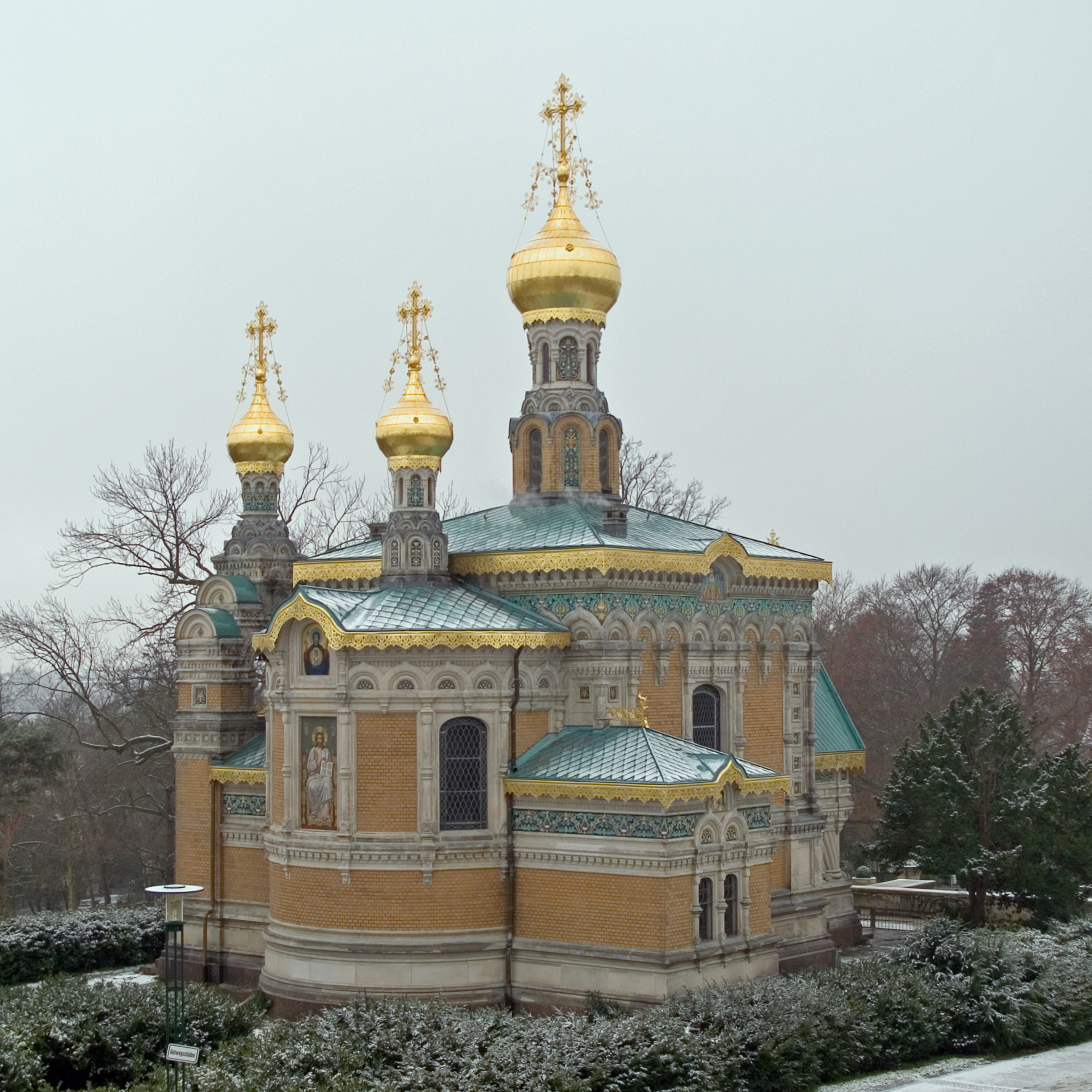
Chapelle russe de Darmstadt
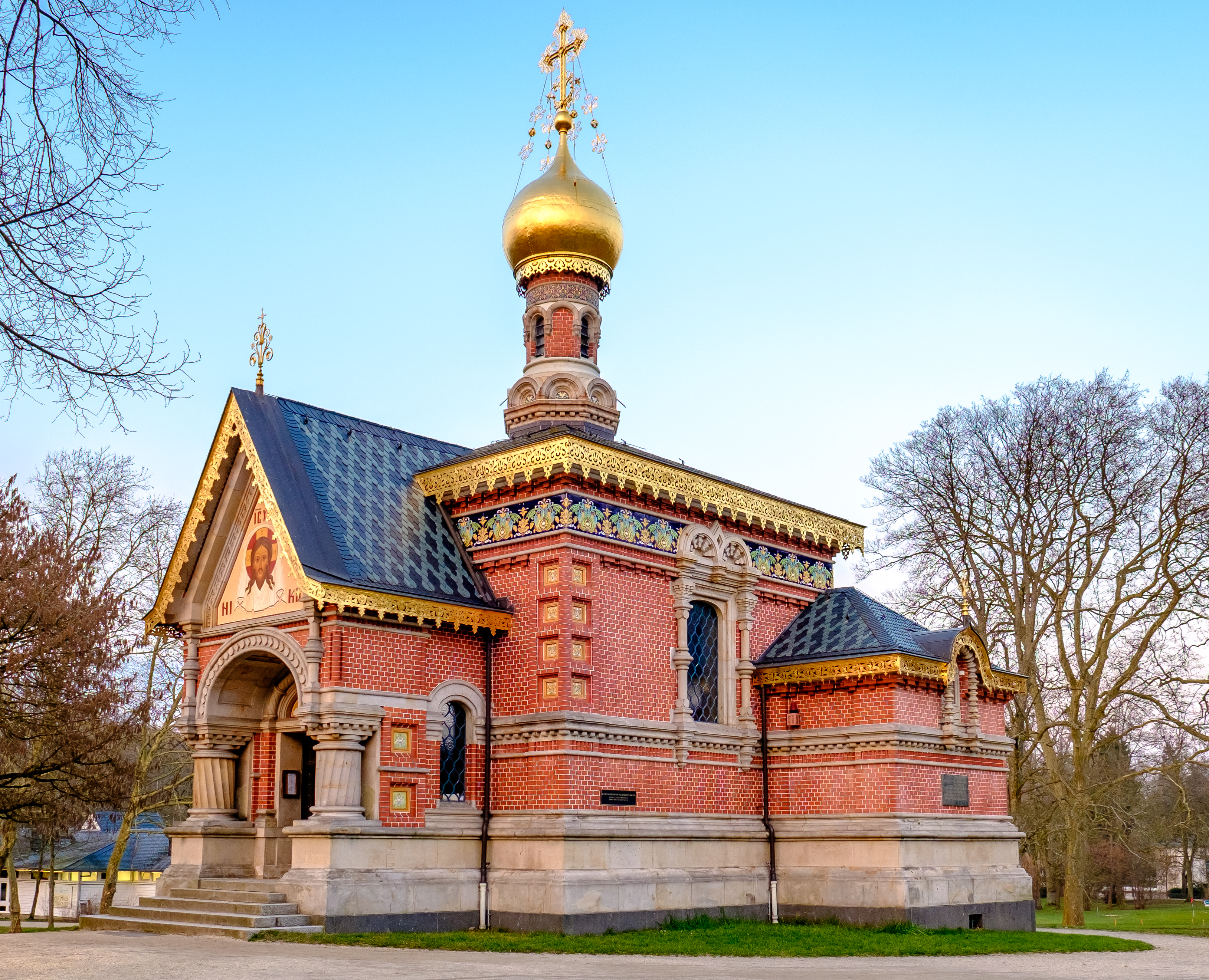
Chapelle russe de Bad Homburg
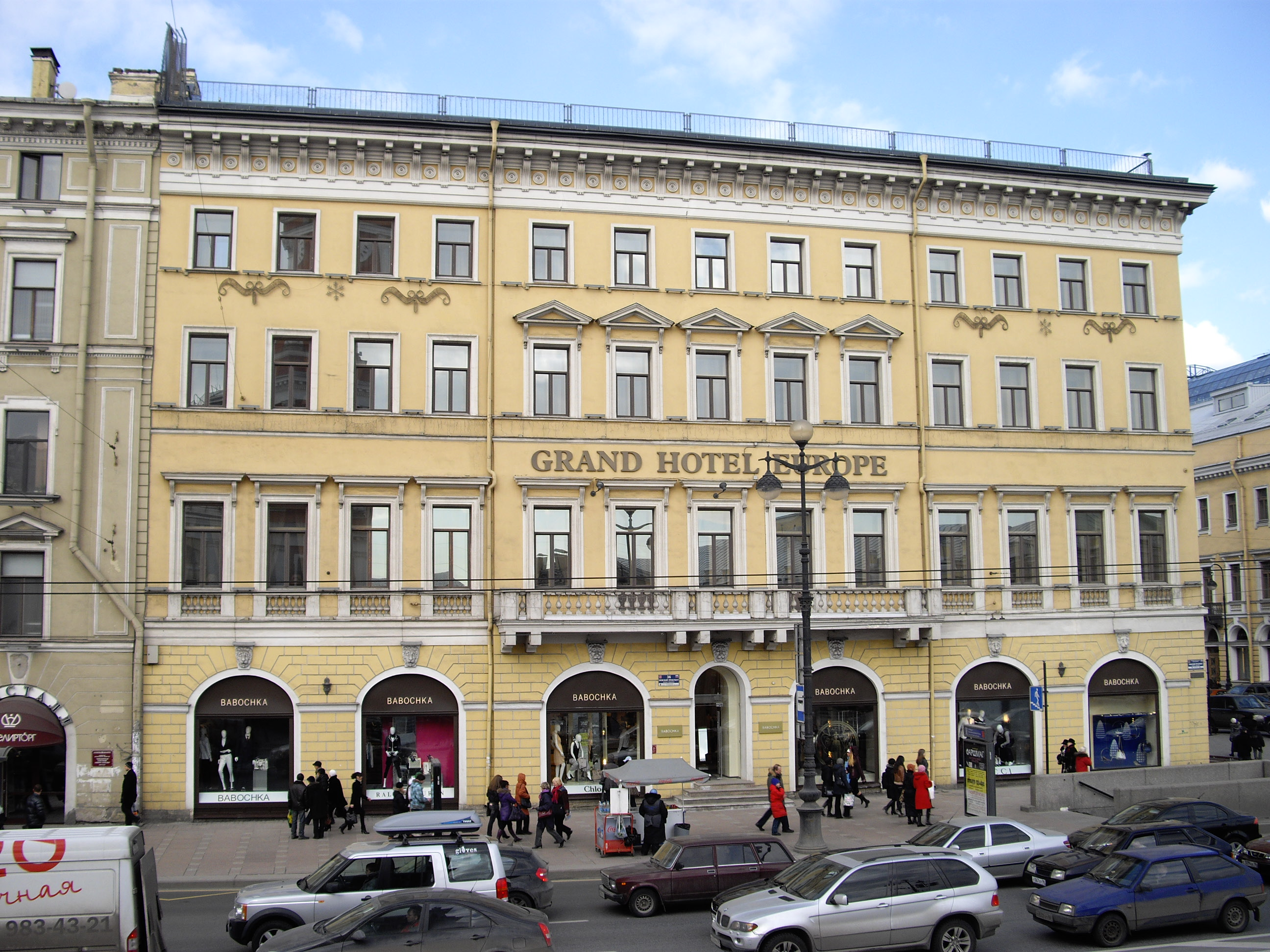
Grand hôtel Europe
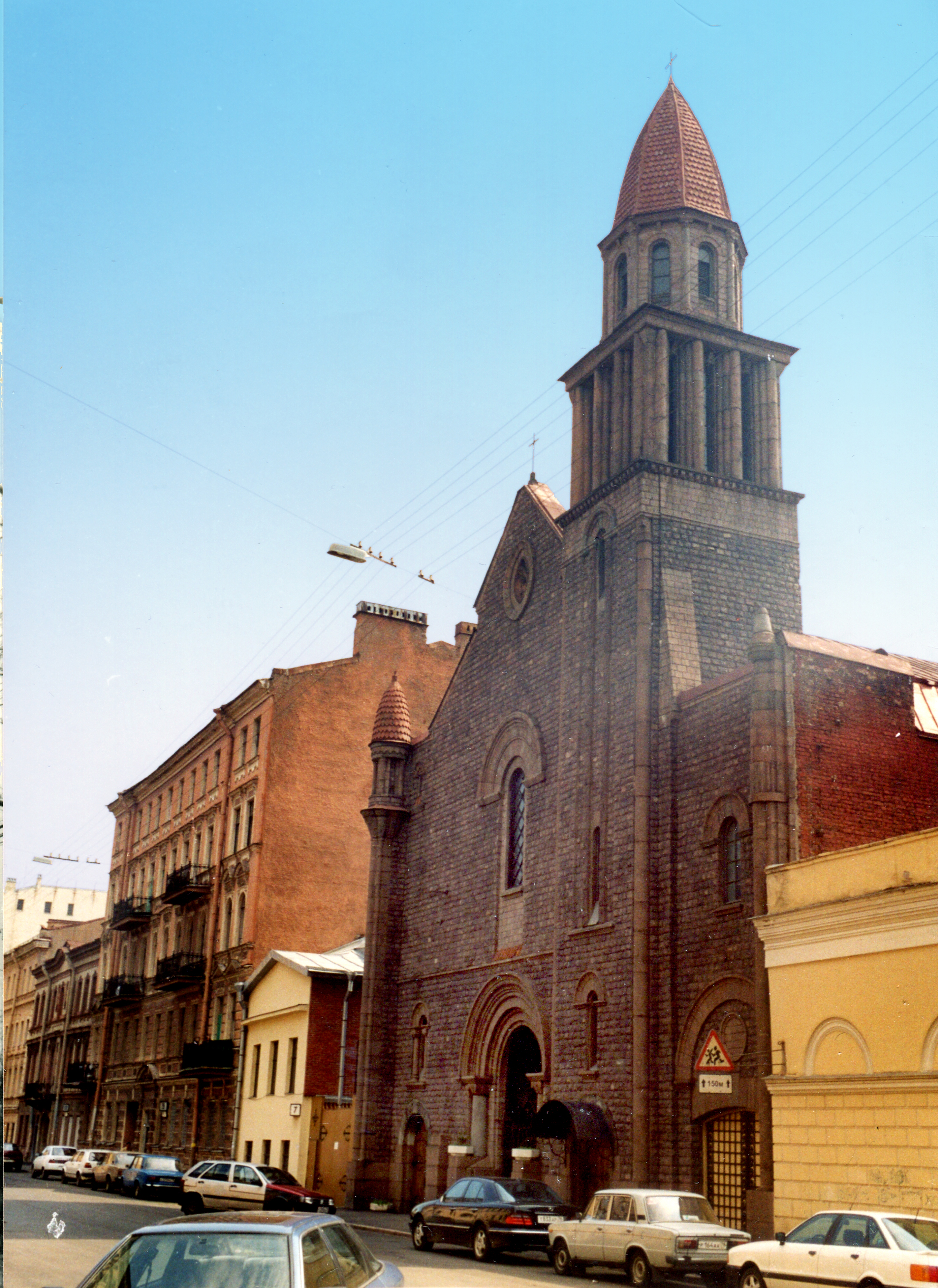
Église catholique de Notre-Dame-de-Lourdes
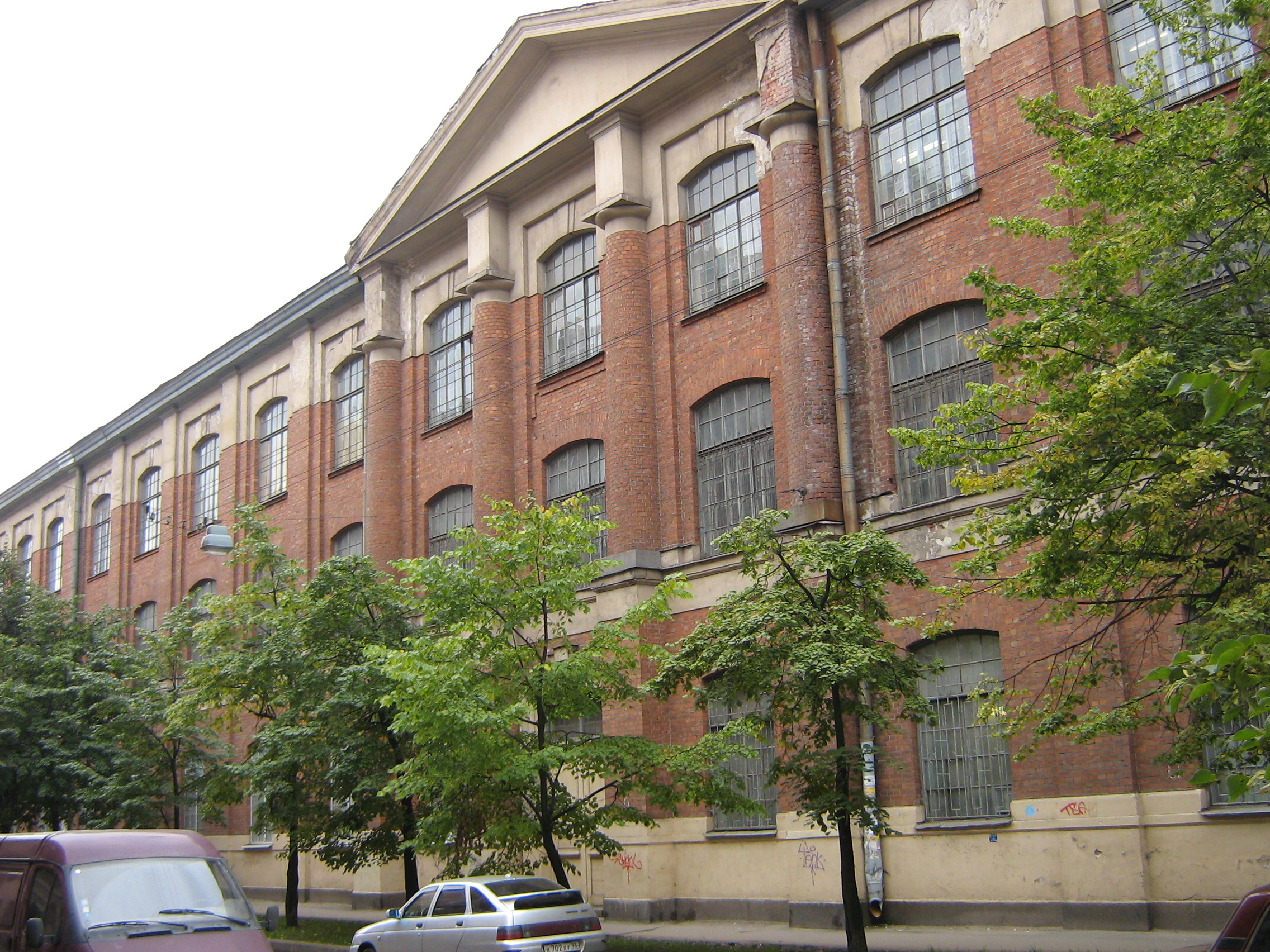
Imprimerie Gorki (ru)
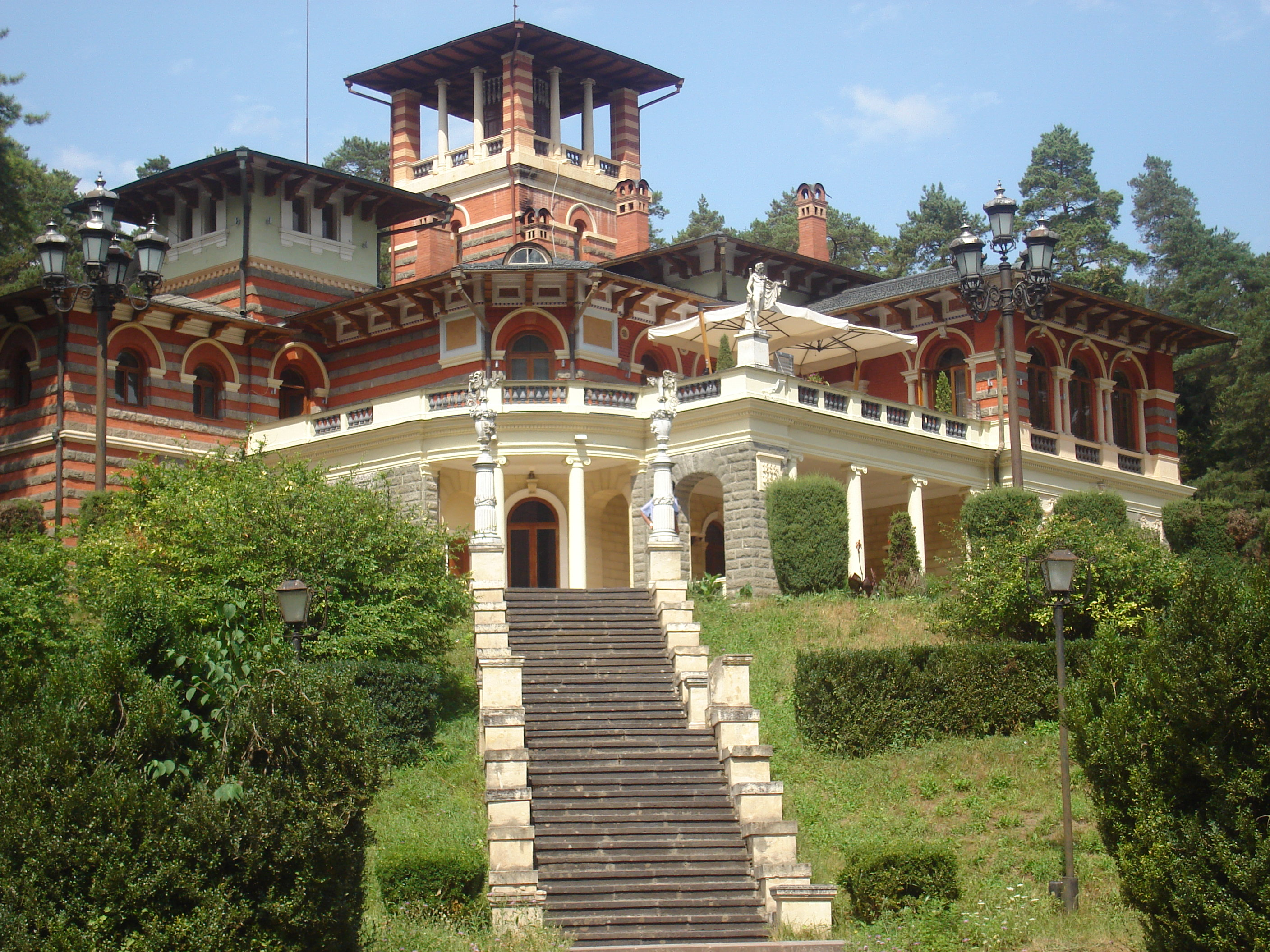
Palais Likani (ru) de Nicolas Mikhaïlovitch
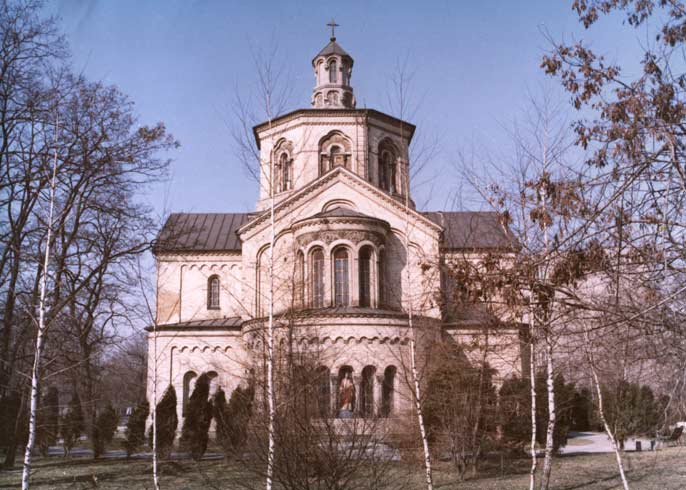
Cathédrale du Saint-Esprit de Varsovie